# 波特斯維爾 (印地安納州杜波伊斯縣)
波特斯維爾（英語：Portersville）是位於美國印地安納州杜波伊斯縣的一個非建制地區。該地的面積和人口皆未知。